# Ionafan (Jeleckich)
Ionafan (světským jménem: Anatolij Ivanovič Jeleckich; * 30. ledna 1949, Šatalovka) je ruský duchovní Ukrajinské pravoslavné církve Moskevského patriarchátu, arcibiskup a emeritní metropolita tulčynský a braclavský.

## Život
Narodil se 30. ledna 1949 ve vesnici Šatalovka Bělgorodské oblasti.
Roku 1966 dokončil střední školu a  nastoupil do řad Sovětské armády. Roku 1970 začal studovat na Leningradském duchovním semináři a později na Leningradské duchovní akademii.
Dne 5. dubna 1977 byl metropolitou leningradským a novgorodským Nikodimem (Rotovem) postřižen na monacha se jménem Ionafan a 16. dubna jej metropolita Nikodim rukopoložil na hierodiakona.
Dne 24. prosince 1978 byl biskupem vyborgským Kirillem (Gunďajevem) rukopoložen na jeromonacha.
Byl obviněn KGB za distribuci knihy Souostroví Gulag mezi seminaristy. Z tohoto důvodu ztratil povolení pobývat v Leningradu.
Od jara 1987 do června 1988 byl duchovním katedrálního chrámu svatého Vladimíra v Kyjevě.
Od června 1988 začal pobývat v obnovené Kyjevsko-Pečerské lávře 23. července se stal jejím představeným.
Dne 11. října 1988 byl patriarchou moskevským Pimenem povýšen na archimandritu a 12. října 1988 byl potvrzen ve funkci představeného lávry.
Dne 10. dubna 1989 jej Svatý synod zvolil biskupem perejaslav-chmelnyckým a vikářem kyjevské eparchie.
Dne 22. dubna 1989 byl v chrámu svatého Vladimíra oficiálně jmenován biskupem a o den později zde proběhla jeho biskupská chirotonie. Světiteli byli metropolita kyjevský a haličský Filaret (Denysenko), metropolita lvovský a drohobyčský Nykodym (Rusnak), arcibiskup černihivský a nižynský Antonij (Vakaryk), arcibiskup charkovský a bohoduchivský Irynej (Serednij) a arcibiskup ivano-frankivský a kolomyjský Makarij (Svystun).
Roku 1990 se stal vedoucím pro záležitosti Ukrajinského exarchátu.
Aktivně vystupoval proti separatistickému kurzu metropolity Filareta a ten jej zbavil kněžství.
V dubnu 1992 po zvolení Volodymyra (Sabodana) metropolitou kyjevským byl navrácen zpět do všech funkcí a stal se vedoucím pro záležitosti Ukrajinské pravoslavné církve.
Dne 8. prosince 1992 byl ustanoven biskupem bilocerkvenským a vikářem kyjevské eparchie.
Od 22. června 1993 do července 2000 byl členem a sekretářem Svatého synodu Ukrajinské pravoslavné církve.
Dne 29. prosince 1993 se stal biskupem hluchivským a konotopským.
Dne 28. července 1994 byl povýšen na arcibiskupa.
Od 27. srpna 1995 začal působit jako arcibiskup sumský a ochtyrský a od 30. března 1999 jako arcibiskup chersonský a tavričeský.
Dne 22. listopadu 2006 byl Svatým synodem Ukrajinské pravoslavné církve jmenován arcibiskupem tulčynským a braclavským.
Dne 28. srpna 2014 byl v Kyjevsko-Pečerské lávře metropolitou kyjevským a celé Ukrajiny Onufrijem (Berezovským) povýšen na metropolitu.
V říjnu 2022 provedli důstojníci Služby bezpečnosti Ukrajiny v jeho rezidenci prohlídku a byl obviněn z podněcování k nenávisti z náboženských důvodů. Projednávání případu u městského soudu ve Vinnycji započalo 5. června 2023.
Dne 7. srpna byl shledán vinným ve všech bodech obžaloby a odsouzen k pěti letům odnětí svobody s konfiskací majetku.
Dne 23. října 2024 byl Svatým synodem penzionován.